# Турсунов Еркін Турсунович
Еркін Турсунович Турсунов (13 квітня 1941, село Сари-Агач Південно-Казахстанської області, тепер місто Сариагаш Туркестанської області, Казахстан — 24 квітня 2010, місто Ташкент, Узбекистан) — радянський узбецький діяч, хокім Джиззацької області, 1-й секретар Джиззацького обласного комітету КП Узбекистану. Депутат Верховної ради Узбецької РСР, народний депутат Узбецької РСР. 

## Життєпис
У 1962 році закінчив Ташкентський інститут інженерів іригації та механізації сільського господарства.
У 1962—1969 роках — молодший науковий співробітник науково-дослідного інституту садівництва, виноградарства і виноробства імені Р. Шредера в місті Ташкенті; головний спеціаліст, начальник управління Міністерства меліорації та водного господарства Узбецької РСР.
Член КПРС з 1966 року.
У 1969—1975 роках — інструктор, заступник завідувача відділу водного господарства ЦК КП Узбекистану.
Закінчив Заочну вищу партійну школу при ЦК КПРС.
У 1975—1980 роках — заступник начальника «Головсередазіррадгоспбуду», начальник управління «Каршибуд» у Кашкадар'їнській області, заступник і 1-й заступник начальника «Головсередазіррадгоспбуду».
У 1980—1985 роках — постійний представник Ради міністрів Узбецької РСР при Раді міністрів СРСР у Москві.
У 1985—1988 роках — начальник «Головсередазіррадгоспбуду» в місті Ташкенті.
28 липня 1988 — 1989 року — голова Державного комітету Узбецької РСР із меліорації і водного господарства.
16 листопада 1989 — березень 1990 року — голова Державного комітету Узбецької РСР із водногосподарського будівництва.
7 березня 1990 — 14 вересня 1991 року — 1-й секретар Джиззацького обласного комітету КП Узбекистану.
Одночасно, з травня 1990 по січень 1992 року — голова Джиззацької обласної ради народних депутатів.
11 лютого 1992 — 3 квітня 1993 року — хокім Джиззацької області.
Подальша доля невідома.
Помер 24 квітня 2010 року в місті Ташкенті.

## Нагороди
- орден Дружби народів (1982)
- орден «Знак Пошани» (8.12.1973)
- медалі
- Заслужений іригатор Узбецької РСР